# Parlamento da Croácia
O Parlamento da Croácia (em croata: Hrvatski sabor, "Parlamento croata") é a legislatura unicameral da Croácia. Sob os termos da Constituição da Croácia, o Sabor, como é conhecido, representa o povo e é investido com o poder legislativo.
O Sabor é composto por um número de legisladores que varia de 100 a 160, eleitos com base no sufrágio universal e igualitário, e através do voto secreto, para cumprirem mandatos de quatro anos. Cada mandado pode ser prolongado apenas durante uma guerra.
A maioria dos representantes vem de cada um dos Condados da Croácia, porém alguns são eleitos como representantes de determinadas minorias ou de croatas na diáspora. Atualmente o número de membros é 153: 140 dos condados, oito representando diversas minorias e cinco representando croatas no exterior. O Sabor é presidido por um dos representantes, denominado Presidente, que por sua vez é auxiliado por pelo menos um Vice-Presidente (normalmente quatro ou cinco).

## Poderes
O Sabor ou Parlamento da Croácia:

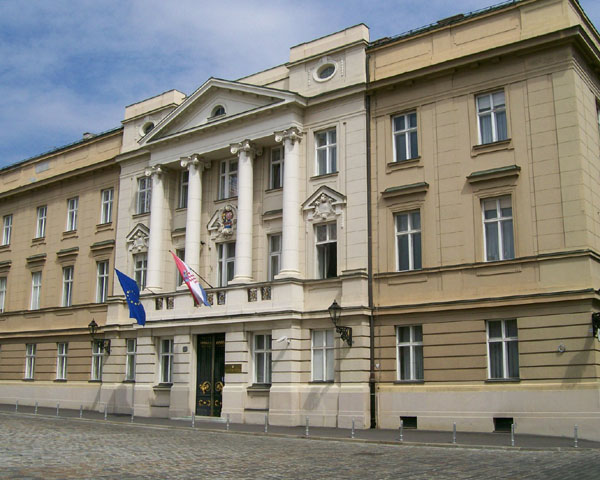
Edifício do Sabor, o Parlamento da Croácia.

- decide sobre a aprovação e emendas feitas à constituição
- aprova leis
- adota o orçamento estatal
- decide sobre assuntos de guerra e paz
- passa documentos que expressam as políticas do parlamento
- adota as estratégias de segurança nacional e de defesa da República da Croácia
- executa o controle civil sobre as forças armadas e os serviços de segurança da República da Croácia
- decide sobre as mudanças feitas às fronteiras da República da Croácia
- convoca referendos e plebiscitos
- convoca eleições e delega cargos, em conformidade com a constituição e as leis
- supervisiona o trabalho do governo da República da Croácia, e de outros ocupantes de cargos públicos relacionados ao Parlamento Croata, em conformidade com a constituição e as leis
- concede anistia para ofensas criminais
- conduz quaisquer outros assuntos delegados pela constituição

O Sabor toma as suas decisões através de voto majoritário, com a condição de que uma maioria dos representantes estejam presentes na sessão.
Leis que regulam os direitos das minorias nacionais, decisões que tenham alguma relação com as fronteiras do país ou com as forças armadas cruzando estas fronteiras são passadas pelo Parlamento da Croácia por uma maioria de dois terços de todos os representantes.
Leis que determinam os direitos humanos (definidos constitucionalmente) e as liberdades fundamentais, o sistema eleitoral, a organização, autoridade e operação dos corpos governamentais, bem como a organização e autoridade de autogoverno local e regional são promulgadas pelo Parlamento da Croácia, por um voto majoritário de todos os representantes.
Cada representante do parlamento, os clubes parlamentares de representantes e os organismos de trabalho do Parlamento da Croácia e o governo da República da Croácia têm o direito de propor leis.
Membros do Parlamento Croata têm o direito de encaminhar questões ao governo da República da Croácia e aos ministros, individualmente.
Pelo menos um décimo dos representantes do parlamento pode submeter uma interpelação a uma operação do governo da República da Croácia, ou a um de seus membros.
O Parlamento da Croácia poderá formar comissões de investigações relacionadas a qualquer assunto de interesse público.

## Composição
| Partido | Partido                                      | Ideologia                                      | Espectro                | Deputados | Status            |
| ------- | -------------------------------------------- | ---------------------------------------------- | ----------------------- | --------- | ----------------- |
|         | União Democrática Croata                     | Conservadorismo                                | Centro-direita          | 62 / 151  | Governo           |
|         | Partido Social-Democrata                     | Social-democracia                              | Centro-esquerda         | 34 / 151  | Oposição          |
|         | Movimento Patriótico de Miroslav Škoro       | Nacionalismo croata                            | Direita/Extrema-direita | 12 / 151  | Oposição          |
|         | Ponte das Listas Independentes               | Conservadorismo liberal                        | Centro-direita          | 7 / 151   | Oposição          |
|         | Nós Podemos!                                 | Socialismo democrático                         | Esquerda                | 6 / 151   | Oposição          |
|         | Partido Conservador Croata                   | Conservadorismo nacional                       | Direita                 | 4 / 151   | Oposição          |
|         | Assembleia Democrática da Ístria             | Regionalismo                                   | Centro                  | 3 / 151   | Oposição          |
|         | Partido Agrário Croata                       | Agrarianismo                                   | Centro/Centro-esquerda  | 3 / 151   | Oposição          |
|         | Aliança Cívica Liberal                       | Liberalismo                                    | Centro                  | 3 / 151   | Oposição          |
|         | Partido Democrático Independente Sérvio      | Interesses da minoria sérvia Social-democracia | Centro-esquerda         | 3 / 151   | Governo           |
|         | Partido Social Liberal                       | Liberalismo clássico                           | Centro/Centro-direita   | 3 / 151   | Apoio parlamentar |
|         | Partido Democrata Cristão                    | Democracia cristã                              | Centro-direita/Direita  | 1 / 151   | Apoio parlamentar |
|         | Partido Popular Croata - Liberais Democratas | Conservadorismo liberal                        | Centro-direita          | 1 / 151   | Apoio parlamentar |
|         | FOKUS                                        | Liberalismo                                    | Centro                  | 1 / 151   | Oposição          |
|         | Independentes                                | Diversa                                        | Diversa                 | 6 / 151   | Apoio parlamentar |
| 2 / 151 | Independentes                                | Diversa                                        | Diversa                 | Oposição  |                   |